# Botryolepraria
Botryolepraria is een geslacht van korstmossen dat behoort tot de orde Verrucariales van de ascomyceten. De familie is nog niet eenduidig bepaald (Incertae sedis). De typesoort is de groene poederkorst (Botryolepraria lesdainii).

## Soorten
Volgens Index Fungorum telt het geslacht twee soorten (peildatum februari 2022):
| Soortnaam                                     | Auteur(s)                                       | Publicatiejaar |
| --------------------------------------------- | ----------------------------------------------- | -------------- |
| Botryolepraria lesdainii (Groene poederkorst) | (Hue) Canals, Hern.-Mar., Gómez-Bolea & Llimona | 1997           |
| Botryolepraria neotropica                     | Kukwa & Pérez-Ort.                              | 2010           |